# Principio de revelación
El principio de revelación en economía puede enunciarse como: "Cualquier equilibrio bayesiano de Nash en un juego de información incompleta puede ser representado por un mecanismo directo de incentivos compatibles que tenga un equilibrio en el que los jugadores reporten verazmente sus tipos".
Para estrategias dominantes, en lugar de equilibrio bayesiano, el principio de revelación se introdujo por Gibbard (1973). Luego este principio se extendió al concepto más amplio de la solución de equilibrio bayesiano por Dasgupta, Hammond y Eric Maskin (1979), Bengt R. Holmström (1977), y Myerson (1979).
El principio de la revelación es útil en la teoría de juegos , el diseño de mecanismos , el bienestar social y en subastas. William Vickrey, ganador del 1996 Premio en Ciencias Económicas en memoria de Alfred Nobel, ideó un tipo de subasta donde el mejor postor que gane la subasta a sobre cerrado, pero paga al precio ofrecido por el segundo postor más alto. Bajo este sistema, el mejor postor sería motivado para revelar su precio máximo de reserva a diferencia de la subasta tradicional, lo que también beneficiaría al vendedor. A veces se denomina una subasta de segundo precio o una subasta Vickrey .
En el diseño de un mecanismo, el principio de revelación es de suma importancia en la búsqueda de soluciones. El investigador solo tiene que mirar el conjunto de equilibrio caracterizado por la compatibilidad de incentivos. Es decir, si el diseñador quiere un mecanismo para implementar algún resultado o propiedad, puede limitar su búsqueda a los mecanismos en que los agentes están dispuestos a revelar su información privada. Si no hay tal mecanismo directo y veraz, ningún mecanismo puede implementar este resultado / propiedad. Al reducir el área necesaria para ser buscado, el problema de encontrar un mecanismo se vuelve mucho más fácil. 

## Equilibrio correlacionado
El principio de revelación dice que por cada dispositivo de coordinación arbitraria también conocido como correlación existe otro dispositivo directo para que el espacio de estado es igual al espacio de acción de cada jugador. A continuación, la coordinación se lleva a cabo, informando directamente a cada jugador de su acción.